# نیتینو (بازیکن فوتبال)
نیتینو (به پرتغالی: Netinho) (به پرتغالی: Artur Pereira Neto) هافبک اهل برزیل است که در شهر Itajaí و در تاریخ ۲۴ آوریل ۱۹۸۴ به دنیا آمده‌است.
نیتینو در تیم‌های فوتبال Guarani سابقهٔ حضور دارد.